# Valeri Denissov
Valeri Sergueïevitch Denissov (Валерий Сергеевич Денисов), né le 22 février 1926  et mort le 22 juin 2012, est un artiste de cirque soviétique et russe, danseur et cavalier. Artiste émérite de la fédération de Russie en 1996.

## Biographie
Denissov naît en 1926. Il combat pendant la Grande Guerre patriotique et est démobilisé en 1944. En 1945-1949, il étudie au VGIK (cours de Vassili Vanine). En 1949-1951, il est acteur au théâtre national d'acteur de cinéma et travaille à l'ensemble de danse folklorique Igor Moïsseïev, ainsi qu'à la télévision.
Il commence à travailler pour le cirque à partir de 1951. En 1951-1956, Denissov se produit dans l'ensemble de cavaliers sous la direction de Mikhaïl Touganov, notamment dans le numéro Sur le Don en tant que héros principal et danseur. Il se marie avec Dzerassa Touganova, la fille de Mikhaïl Touganov, en 1951. Il fait une carrière de soliste de cirque à partir de 1956 et dirige l'ensemble de cavaliers de Touganov en 1961. En 1962, il crée le numéro folklorique à cheval Iriston. La même année, Eldar Riazanov l'invite à interpréter le rôle de David Vassiliev dans la comédie La Ballade des Hussards, inspiré d'un personnage réel de la guerre de 1812, Denis Davydov. Des passages de son numéro Iriston sont également filmés dans cette comédie, ce qui provoque une réaction très positive du public.
En 1966, il présente son numéro en solo Haute École où il fait un numéro de haute école de dressage en manège. En 1985, c'est son nouveau numéro, le tableau classique, Suite tzigane avec des chevaux de dressage et des poneys écossais. En 1970, il se remarie avec l'artiste de cirque Martha Avdeïeva. Il prend sa retraite en 1997. Il meurt le 22 juin 2012 et est enterré au nouveau cimetière Donskoï (section 10).

### Famille
- Il épouse en 1951 l'artiste de cirque  Dzerassa Touganova  (1929-2020), fille du directeur de cirque d'origine ossète Mikhaïl Touganov. Ils ont une fille, Nina et une petite-fille, Polina
- Il se remarie en 1970 avec l'artiste de cirque Martha Avdeïeva (1945-1995) dont il a une fille artiste de cirque, Ekaterina, née en 1971.